# جلاديس عدة
غلاديس عدة (1921 - 1995) كانت شيوعية تونسية وناشطة من أجل الاستقلال وحقوق المرأة.

## الحياة
ولدت عدة في قابس لعائلة يهودية في 2 يونيو 1921. على غير العادة في ذلك الوقت ، تم تعليمها أولاً مع الفتيات ومن ثم التعليم المختلط. لقد فوجئت عندما وجدت أن جميع معلميها كانوا أوروبيين. لقد عانى مجتمعها من بعض العنصرية من الفاشيين ، لكنهم كانوا محميين من قبل الأغلبية المسلمة. بعمر خمسة عشر عامًا ، كانت متزوجة من رجل أكبر منها بسبع سنوات وظلت متزوجة منه لمدة سبع سنوات حتى طلقته. في ذلك الوقت ، كانت تونس تحت الحماية الفرنسية باستثناء الحرب العالمية الثانية عندما احتلتها ألمانيا. أظهرت عدة نشاطها السياسي من خلال توزيع منشورات ضد قوات الاحتلال الألمانية.
في عام 1944 التقت وتزوجت من زوجها الثاني ، جورج عدة ، وكان لديهم توأمان. أصبح ابنهم سارج عدة رجل أعمال فرنسي ناجح. وفي نفس العام ، كانت هي ونيلا حداد وجيلدا خياري من المؤسسين لاتحاد نساء تونس (UFT). كانت هذه منظمة مرتبطة بالحزب الشيوعي المحلي التي كانت تقوده نبيهة بن ميلد التي كانت مسلمة. شاركت في تنظيم عيادات مجانية للنساء والتعليم البديل للأطفال والكبار. في ذلك الوقت ، تم رفض الوصول إلى التعليم في المدارس الاستعمارية نتيجة لمطالب الاستقلال التونسي. كان ينظر إلى عائلة عدة على أنها خطر ، وسجن جورج في الخمسينيات.
شاركت هي واتحاد نساء تونس في تقديم التماس إلى السلطات الفرنسية نيابة عن السجناء التونسيين المدانين. حصلت تونس على استقلالها في عام 1956 ، وعلى عكس كثيرين قررت هي وزوجها البقاء في تونس ، لم تتوقف هي واتحاد نساء تونس عن العمل وسعيا لدعم النشطاء في الجزائر الذين ما زالوا يحاولون تحقيق الاستقلال عن فرنسا. شاركت عدة وصديقة لها في التوزيع المبكر للصحف التونسية ونتيجة لذلك ألقت محاضرات في العاصمة تونس.
توفي أرملها جورج في عام 2009.